# Гришино (Рязанская область)
Гришино — село в России, расположено в Клепиковском районе Рязанской области. Входит в состав Бусаевского сельского поселения.

## Географическое положение
Село Гришино расположено на реке Воровка, примерно в 13 км к юго-востоку от центра города Спас-Клепики. Ближайшие населённые пункты — деревня Натальино к северу, деревня Кирьяково к востоку, хутор Жуковские Выселки к югу и деревня Заводская Слобода к западу.

## История
Деревня Федоркина (Гришино) впервые упоминается в начале XVIII века.
В начале XIX века деревню унаследовала от своего отца, надворного советника Петра Ивановича Левашова, графиня, генерал-майорша Анна Петровна де Броглио. В 1803 г. она организовала в деревне фабрику по производству металлической посуды, инструмента, ножей и оружия. На фабрике работали крепостные крестьяне под руководством иностранных специалистов. В 1806 г. А. П. де Броглио преподнесла образцы своей продукции императору Александру I и в том же году получила по его повелению кредит в тридцать тысяч рублей на 15 лет под 5 % годовых. На кредит была построена новая фабрика на берегу Пры, на месте современной деревни Заводская Слобода.
В 1905 году село Гришино относилось к Спас-Клепиковской волости Рязанского уезда и имело 117 дворов при численности населения 778 чел.

## Население
| 1859 | 1897 | 1906 | 2010 |
| ---- | ---- | ---- | ---- |
| 464  | ↗620 | ↗778 | ↘110 |

## Транспорт и связь
Село связано с районным центром асфальтированной дорогой.
В селе имеется одноимённое сельское отделение почтовой связи (индекс 391034).

## Достопримечательности
Село находится на территории Мещёрского национального парка.
Село упоминается в очерке К. Г. Паустовского Кордон 273.